# Arrabal
Arrabal is een plaats (freguesia) in de Portugese gemeente Leiria en telt 2719 inwoners (2001).